# Nervin Jiatz
Nervin Jiatz, né le 1er juin 1992, est un coureur cycliste guatémaltèque. Il a notamment remporté son championnat national en 2014. 

## Palmarès et résultats

### Palmarès par année
- 2012
  - 3e étape de la Vuelta de la Juventud Guatemala
  - 2e de la Vuelta de la Juventud Guatemala
- 2013
  -  Champion du Guatemala sur route espoirs
  - Vuelta de la Juventud Guatemala :
    - Classement général
    - 2e étape

  - 3e du championnat du Guatemala sur route
- 2014
  -  Champion du Guatemala sur route
  - 2e étape du Tour du Guatemala
  - 2e du championnat du Guatemala du contre-la-montre espoirs
- 2015
  - 4e étape du Tour du Guatemala
- 2016
  - 3e du championnat du Guatemala sur route
- 2017
  - Champion du Guatemala du contre-la-montre par équipes
  - 3eb étape du Tour du Guatemala (contre-la-montre par équipes)
- 2018
  - 2e du championnat du Guatemala sur route

### Classements mondiaux
| Année            | 2013 | 2014 | 2015 | 2016 | 2017 | 2018 |
| ---------------- | ---- | ---- | ---- | ---- | ---- | ---- |
| UCI America Tour | 155e | 59e  | 169e | 126e |      | 158e |